# Polstead Heath
Polstead Heath – przysiółek w Anglii, w hrabstwie Suffolk, w dystrykcie Babergh, w civil parish Polstead. Znajdują się w nim Spencer's Farmhouse, The Orchards i White House Farmhouse.